# Milpoš
Milpoš (in ungherese Milpos) è un comune della Slovacchia facente parte del distretto di Sabinov, nella regione di Prešov.